# Branly Cadet
Branly Raoul Cadet, född 1966 i New York i USA, är en amerikansk skulptör. 
Branly Cadet är ättling till den haitiske skulptören Georges Liautaud. Han utbildade sig 1982–1986 på Cornell University i New York och 1987–1989 New York Academy of Art, Art Students League of New York samt Vaugel Sculpture Studio  och L'École Albert Defois i Paris.

## Offentliga verk i urval
- Higher Ground, brons, 2005, minnesmärke över Adam Clayton Powell Jr., hörnet 125th Street och Adam Clayton Powell Jr. Boulevard på Manhattan i New York
- Fasadplakett över William Shakespeare, brons, 2013, byggnaden vid 23rd Street och Sixth Avenue på Manhattan i New York
- Bulldog, brons, 2013, Campus of Dwight–Englewood school, Englewood, New Jersey i USA
- Staty över Octavius Catto, brons, 2017, utanför Philadelphia City Hall i Philadelphia i USA[1]
- Staty över baseballspelaren Jackie Robinson, brons, 2017, utanför Dodger Stadium i Los Angeles i USA